# 圣路易莱比奇
圣路易莱比奇（法語：Saint-Louis-lès-Bitche，法語發音：[sɛ̃ lwi lɛ bitʃ]，意为“比奇附近的圣路易”；洛林法兰克语：Minzdal）是法国摩泽尔省的一个市镇，位于该省东部，属于萨尔格米讷区。

## 地理
圣路易莱比奇（48°59'18"N, 7°21'13"E）面积4.53 平方千米，位于法国大東部大區摩泽尔省，该省份为法国东北部内陆省份，是洛林的一部分，西南接默尔特-摩泽尔省，东临下莱茵省，北与卢森堡和德国接壤。
与圣路易莱比奇接壤的市镇（或旧市镇、城区）包括：格岑布吕克、昂尚贝尔、伦贝格、迈森塔勒、蒙布龙。

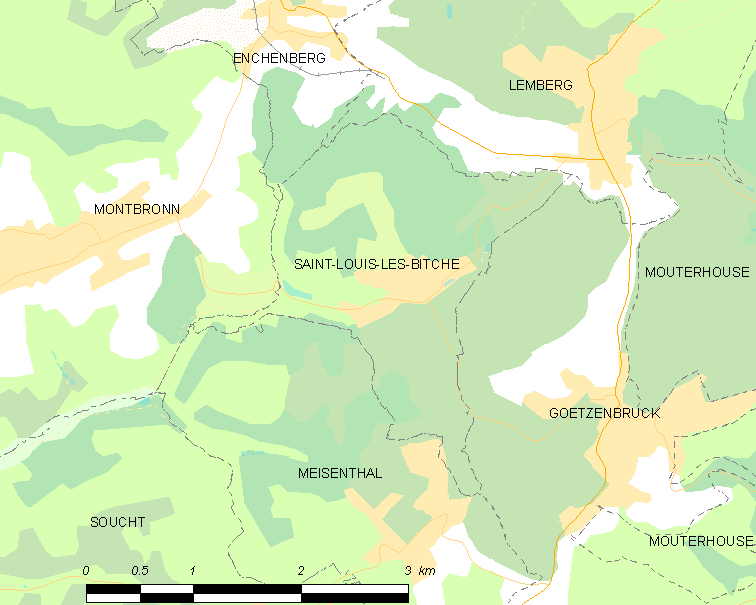
圣路易莱比奇的OSM定位图

圣路易莱比奇的时区为UTC+01:00、UTC+02:00（夏令时）。

## 行政
圣路易莱比奇的邮政编码为57620，INSEE市镇编码为57619。

## 政治
圣路易莱比奇所属的省级选区为比奇县。

## 人口

1962-2008年间圣路易莱比奇人口变化图示

圣路易莱比奇于2022年1月1日时的人口数量为463人。